# Milicz Zamek
Milicz Zamek – dawny wąskotorowy przystanek osobowy w Miliczu, w gminie Milicz, w powiecie milickim; w województwie dolnośląskim, w Polsce. Został otwarty w 1894 roku. Zamknięty został w 1991 roku.
W 2011 r. na dawnym przystanku ustawiono jako eksponat skład pociągu z wagonem motorowym MBxd1-168, wagonem osobowym typu 1Aw Bxhpi i brankardem FTdxk.